# Oligopogon palestinensis
Oligopogon palestinensis là một loài ruồi trong họ Asilidae. Oligopogon palestinensis được Theodor miêu tả năm 1980. Loài này phân bố ở vùng Cổ Bắc giới và châu Á.